# コートジボワールの鉄道

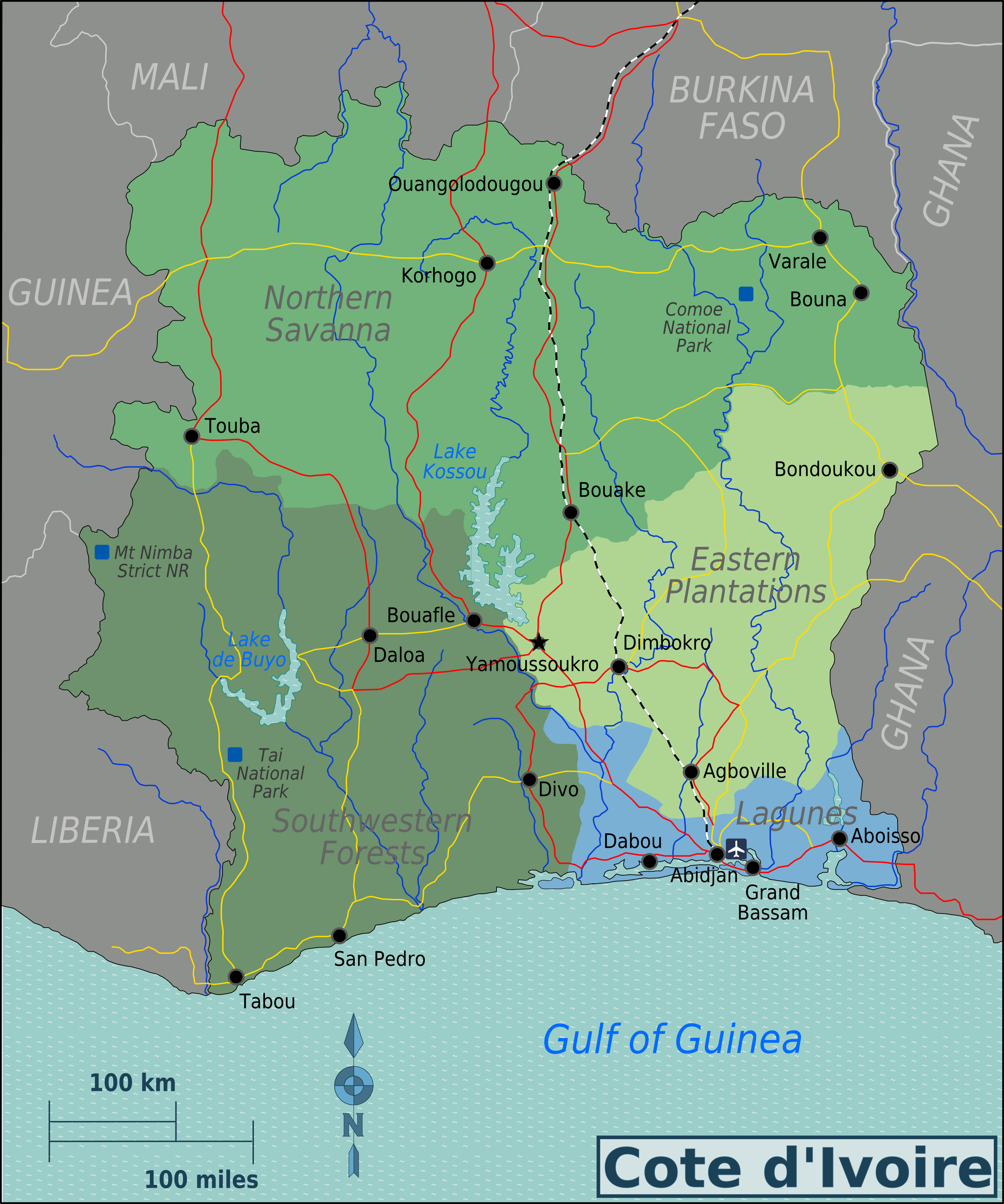
アビジャンからニジェールに向けての路線

コートジボワールの鉄道では、コートジボワールにおける鉄道について記す。

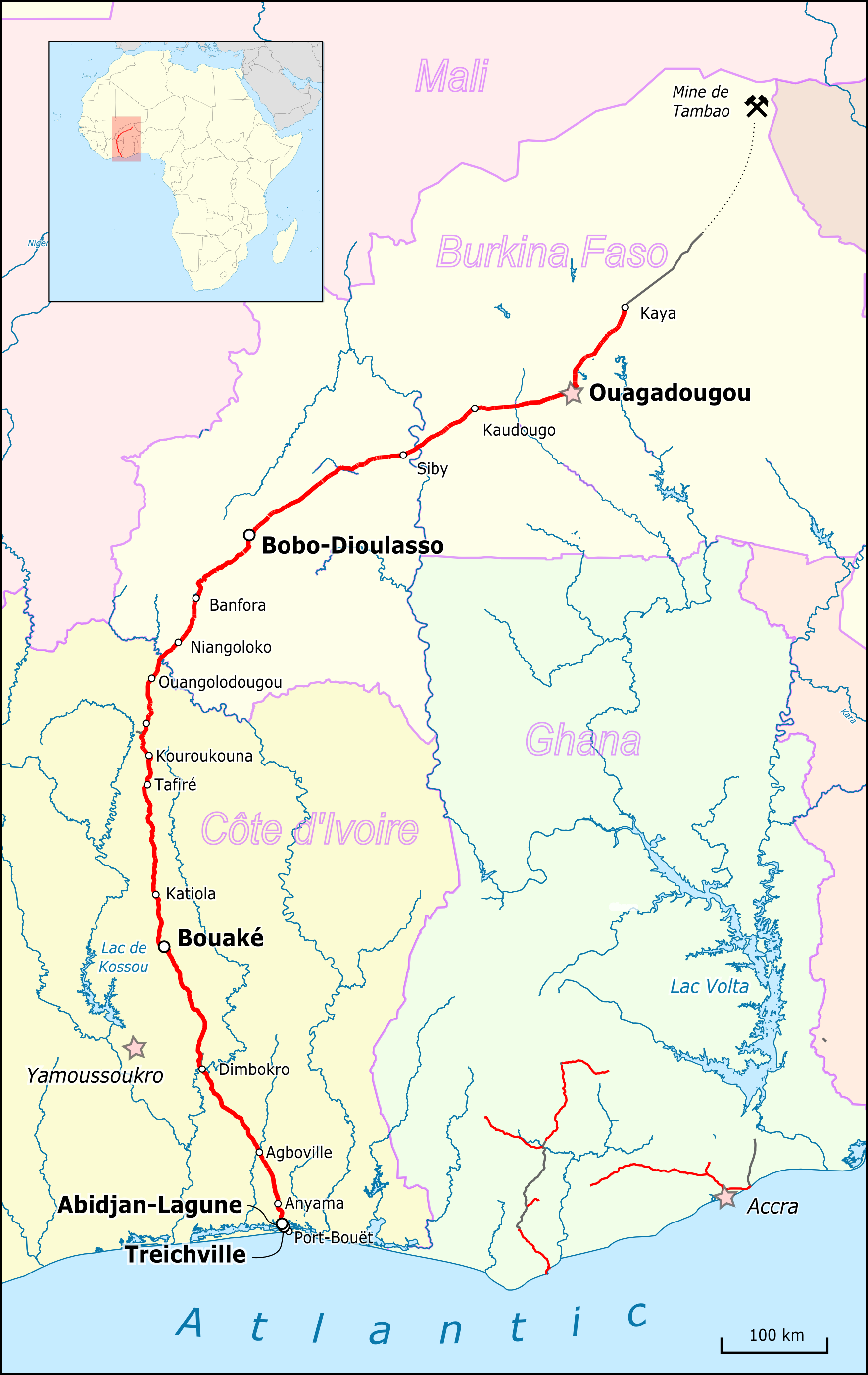
アビジャン・ニジェール鉄道の路線図

## 歴史
フランス領西アフリカ内陸部の開発を促すためフランスがアビジャンからワガドゥグーまでの鉄道建設を計画し、1904年1月12日にアビジャンから着工した。ボボ・ディウラッソまでは1934年に完成し、クドゥグまでは1953年、ワガドゥグーまでは1954年に開通し、総延長は1,155kmとなった。この路線は着工時の1904年よりアビジャン・ニジェール鉄道（RAN）と呼ばれている。
この後、1960年にオートボルタ、コートジボワール両国が独立したことにより延伸計画は放棄されるが、ブルキナファソ北東部、マリ・ニジェールとの国境に近いタンバオでマンガン鉱が発見されたことにより再びブルキナファソ国内で延伸工事が始まり、1991年にはワガドゥグーから77km北のカヤまで延伸された。
それまでこの路線はアビジャン・ニジェール鉄道が一括して全路線を運営していたが、1989年に国境を境にコートジボワール鉄道とブルキナファソ鉄道の運営に分かれた。その後、1995年からは上下分離が行われ、鉄道輸送はシタレール社が一括して行い、インフラ管理は両国の鉄道資産管理会社がそれぞれ行っている。
2010年10月、コートジボワール政府はサンペドロ港から西部の鉱山を結ぶ737kmの鉄道の建設計画を発表した。
2016年9月6日、コートジボワールとブルキナファソを結ぶ路線の鉄道橋が崩落した。その後、壊れた鉄塔部分のみを修復し復旧している。
コートジボワールとブルキナファソは、アビジャン、ワガドゥグー、カヤを結ぶアビジャン・ニジェール鉄道（アビジャン - カヤ区間）の近代化計画に付いて2019年7月に二国間で合意、署名した。

## 事業者
- アビジャン・ニジェール鉄道

## 隣接国との鉄道接続状況
- ブルキナファソ - （ワンゴロドゥーグー（英語版） - バンフォラ） - 同じ狭軌を採用1,000 mm
- ガーナ - 接続なし
- マリ共和国 - 接続なし
- ギニア - 接続なし
- リベリア - 接続なし